# Saint-Georges-Blancaneix
Saint-Georges-Blancaneix är en kommun i departementet Dordogne i regionen Nouvelle-Aquitaine i sydvästra Frankrike. Kommunen ligger i kantonen La Force som tillhör arrondissementet Bergerac. År 2022 hade Saint-Georges-Blancaneix 280 invånare.

## Befolkningsutveckling
Antalet invånare i kommunen Saint-Georges-Blancaneix
Referens:INSEE